# Szikszay Ferenc
Szikszay Ferenc (Budapest, 1870. február 16. – Orsay, 1908. július 18.) magyar festő. 

## Pályafutása
Szikszay Ferenc (1843–1921) vendéglős és Schleinz Emília (Emma, 1844–1906) fiaként született. Párizsban élt és fejlesztette tehetségét a művészetben a Julian Akadémián, valamint ott festette hangulatelemekre épített tájképeit, melyek tárgyát többnyire tengerparti, főleg normandiai és bretagne-i tájrészletek képezték. Ilyenek: Vihar előtt; Öreg breton halász; Napnyugta, 1900; Alföldi tanya; Tengerparton; Ködös reggel; Várakozás. 1897-ben és 1905-ben a Nemzeti Szalonban, 1907-ben a Könyves Kálmán Rt. szalonjában volt kollektív kiállítása. Öngyilkossággal vetett véget életének. Négy festménye a Szépművészeti Múzeum tulajdona. 

## Művei
- Küzdelmek (Budapest, 1905, saját illusztrációival)